# 秋目人
秋目 人（あきめ じん、1982年 - ）は日本のライトノベル作家。福島県出身、東京在住。AB型。
第17回電撃小説大賞で『騙王』が四次選考に残り、メディアワークス文庫よりデビューした。

## 来歴
2007年に『Edge第2回最優秀新人作品』に選ばれ、襟木ササという筆名でトクマ・ノベルズEdgeよりデビューした経歴を持つ。

## 人物
- 毛布などふかふかしたものが好きで、マイクロファイバー毛布を所持している[4]
- ゲームが好き[5]

## 作品リスト
メディアワークス文庫
- 『騙王』シリーズ
  - 騙王 （2011年07月）ISBN 978-4-04-870560-8
  - 謀王 （2013年04月）ISBN 978-4-04-891534-2
- 絵画の住人 （2012年09月）ISBN 978-4-04-886902-7
- 黒百合の園 わたしたちの秘密 （2013年12月）ISBN 978-4-04-866271-0
- 依頼は殺しのあとに （2014年05月）ISBN 978-4-04-866622-0
- ショコラの王子様 （2015年01月）ISBN 978-4-04-869242-7
- 行列のできる不思議な洋食店 ～土曜の夜はバケモノだらけ～ （2015年10月）ISBN 978-4-04-865510-1

電撃文庫
- 『乙女ゲーの攻略対象になりました…。』シリーズ
  1. 乙女ゲーの攻略対象になりました…。 （2012年01月）ISBN 978-4-04-870880-7
  2. 乙女ゲーの攻略対象になりました…。2 （2012年05月）ISBN 978-4-04-886557-9
- 非モテなオレが5日間でヒロインと出会うまで （2016年09月）ISBN 978-4-04-892349-1

ガガガ文庫
- 『漂海のレクキール』（2017年5月） ISBN 978-4-09-451680-7

トクマ・ノベルズEdge（襟木ササ名義）
- エメラダ 戦場の絆（2007年03月）ISBN 978-4-19-850739-8
- 焔の刻印（2008年10月）ISBN 978-4-19-850806-7